# Champdray
Cet article possède des paronymes, voir Chamblay et Chambray.
Champdray ([ ʃɑ̃dʁɛ] , en vosgien de la montagne [ ʃɑ̃dʁaː]) est une commune française de moyenne montagne située dans le département des Vosges, en région Grand Est. Ses habitants sont appelés les Chandeleys.

## Géographie

### Localisation
Commune située à 16 km de Gérardmer, 27 de Remiremont et 28 de La Bresse.
|                  | Jussarupt |                                                         |
| Laveline-du-Houx | Champdray | Granges-sur-Vologne (Cne déléguée de Granges-Aumontzey) |
| Rehaupal         | Liézey    |                                                         |

### Géologie et relief
La commune occupe un large plateau qui domine à 736 m d'altitude la vallée de la Vologne. Le sommet du Spiémont, à l'extrémité nord du plateau, culmine à 809 m et offre un grand panorama.
La Montagne de Spiemont et la Cheminée géodésique à (809 m d'altitude), à la lisière de Champdray.
Hydrogéologie et climatologie : Système d’information pour la gestion des eaux souterraines du bassin Rhin-Meuse :
Territoire communal : Occupation du sol (Corinne Land Cover); Cours d'eau (BD Carthage),
Géologie : Carte géologique; Coupes géologiques et techniques,
 Hydrogéologie : Masses d'eau souterraine; BD Lisa; Cartes piézométriques.

### Sismicité
Commune située dans une zone 3 de sismicité modérée.

### Hydrographie et les eaux souterraines
La commune est située dans le bassin versant du Rhin au sein du bassin Rhin-Meuse. Elle est drainée par le ruisseau des Spaxes,.

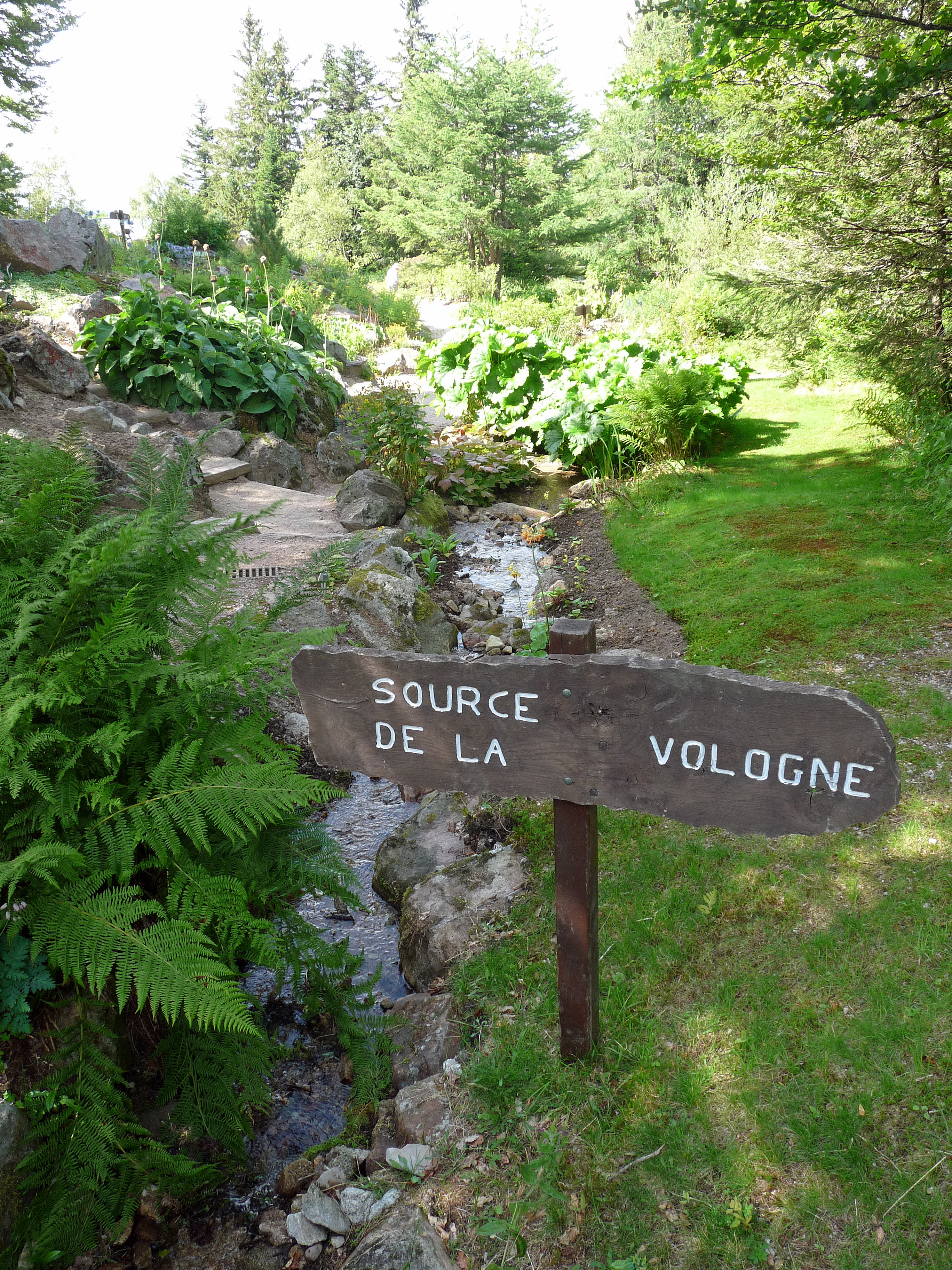
Source de la Vologne au Jardin d'altitude du Haut Chitelet.
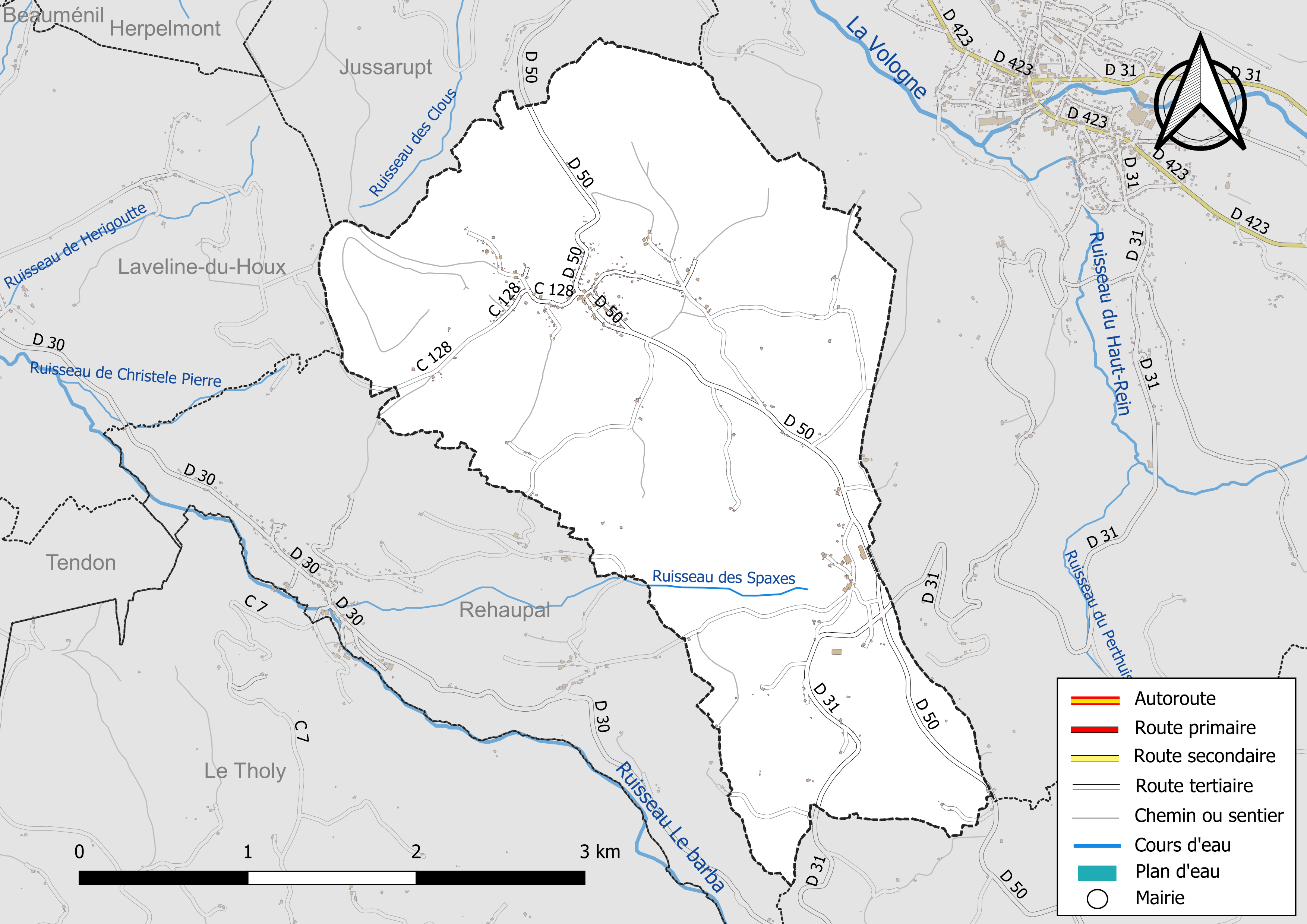
Réseaux hydrographique et routier de Champdray.

### Climat
Pour des articles plus généraux, voir Climat du Grand Est et Climat des Vosges.
En 2010, le climat de la commune est de type climat de montagne, selon une étude du Centre national de la recherche scientifique s'appuyant sur une série de données couvrant la période 1971-2000. En 2020, Météo-France publie une typologie des climats de la France métropolitaine dans laquelle la commune est exposée à un climat semi-continental et est dans la région climatique  Vosges, caractérisée par une pluviométrie très élevée (1 500 à 2 000 mm/an) en toutes saisons et un hiver rude (moins de 1 °C). 
Pour la période 1971-2000, la température annuelle moyenne est de 7,7 °C, avec une amplitude thermique annuelle de 16,4 °C. Le cumul annuel moyen de précipitations est de 1 330 mm, avec 12,5 jours de précipitations en janvier et 11,4 jours en juillet. Pour la période 1991-2020, la température moyenne annuelle observée sur la station météorologique de Météo-France la plus proche, « Le Roulier_sapc », sur la commune du Roulier à 11 km à vol d'oiseau, est de 10,2 °C et le cumul annuel moyen de précipitations est de 1 000,2 mm. 
La température maximale relevée sur cette station est de 38,1 °C, atteinte le 25 juillet 2019 ; la température minimale est de −18,3 °C, atteinte le 20 décembre 2009,,. 
Les paramètres climatiques de la commune ont été estimés pour le milieu du siècle (2041-2070) selon différents scénarios d'émission de gaz à effet de serre à partir des nouvelles projections climatiques de référence DRIAS-2020. Ils sont consultables sur un site dédié publié par Météo-France en novembre 2022.

## Urbanisme

### Typologie
Au 1er janvier 2024, Champdray est catégorisée commune rurale à habitat très dispersé, selon la nouvelle grille communale de densité à sept niveaux définie par l'Insee en 2022.
Elle est située hors unité urbaine. Par ailleurs la commune fait partie de l'aire d'attraction de Gérardmer, dont elle est une commune de la couronne,. Cette aire, qui regroupe 13 communes, est catégorisée dans les aires de moins de 50 000 habitants,.

### Occupation des sols
L'occupation des sols de la commune, telle qu'elle ressort de la base de données européenne d’occupation biophysique des sols Corine Land Cover (CLC), est marquée par l'importance des territoires agricoles (52,3 % en 2018), une proportion identique à celle de 1990 (52,3 %). La répartition détaillée en 2018 est la suivante : 
forêts (47,7 %), prairies (28,1 %), zones agricoles hétérogènes (24,2 %). L'évolution de l’occupation des sols de la commune et de ses infrastructures peut être observée sur les différentes représentations cartographiques du territoire : la carte de Cassini (XVIIIe siècle), la carte d'état-major (1820-1866) et les cartes ou photos aériennes de l'IGN pour la période actuelle (1950 à aujourd'hui).

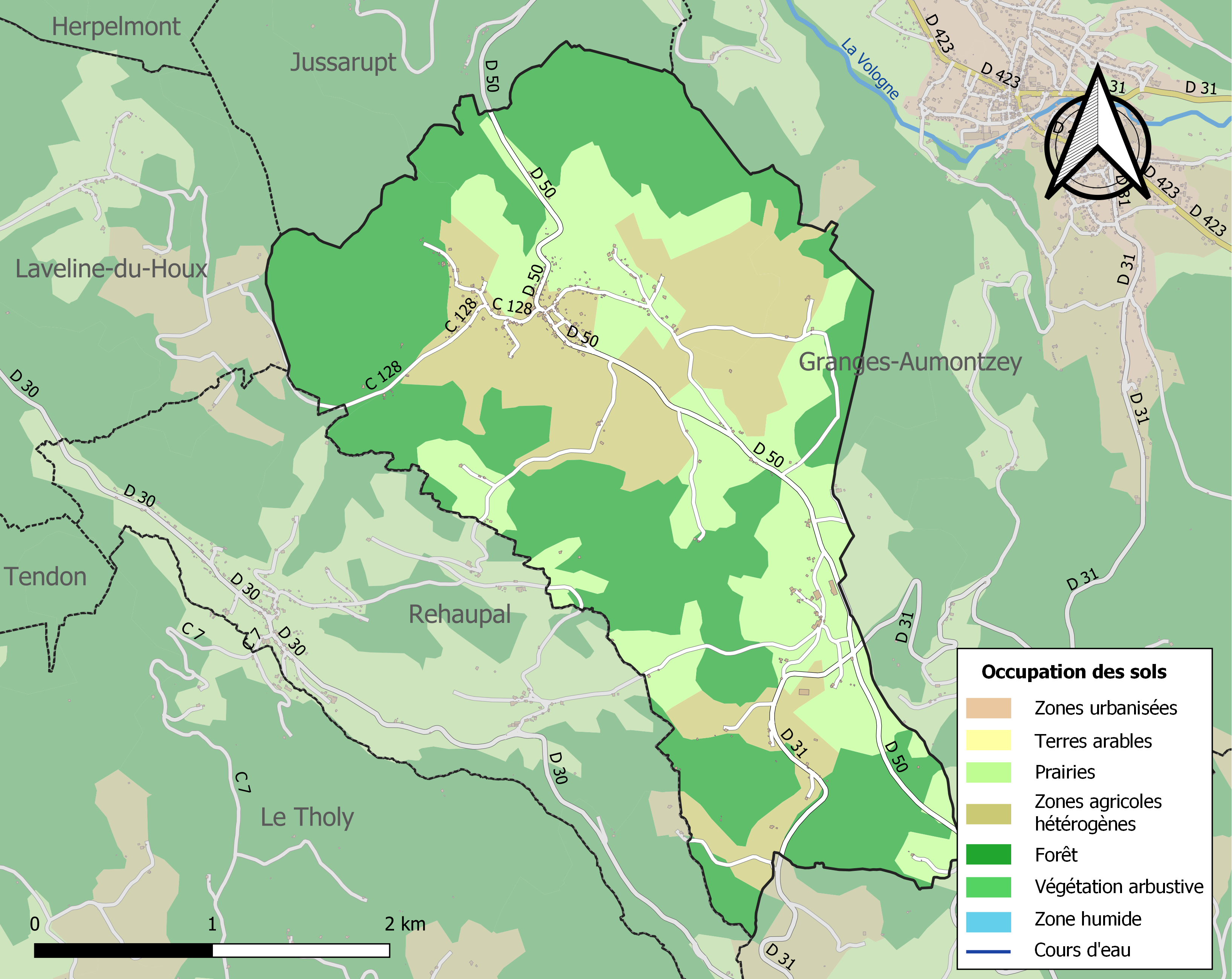
Carte des infrastructures et de l'occupation des sols de la commune en 2018 (CLC).

### Voies de communications et transports

#### Voies routières
D50 entre Champdray et Gérardmer et D486 vers La Bresse.
D417 au départ de Remiremont.

#### Transports en commun
- Une navette permettant aux personnes désirant se rendre au marché de Granges-Aumontzey le mardi. Cette navette est gracieusement mise à disposition des habitants de la commune, sans distinction d'âge[18].
- Réseau régional de transports en commun « Fluo Grand Est »[19].

##### Lignes SNCF
- Gare de Bruyères[20].

### Risques naturels et technologiques
Commune située dans une zone de sismicité modérée.

## Toponymie
Le nom de la localité est attesté sous les formes Candaraii (1143) ; Champderay (1417) ; Chanteray (1418) ; Chanderay (1419) ; D. de Chanderey (1493) ; Champdray (1583) ; Chandray (1644) ; Chandra (1649) ; Champdray et Champalray (1656) ; Champdray, vulg. Chandras (1753) ; Campus rectus (1768) ; Chamdray (1771).

Champdrâ en patois.

## Histoire
Le nom du village, Candaraii, est attesté depuis 1143. La seigneurie de Champdray appartenait en partie au chapitre de Remiremont. Le village fut incendié vers 1642.
Ancienne annexe de Champ-le-Duc, la paroisse Notre-Dame de Champdray, de laquelle dépend Rehaupal, est érigée en cure en 1669. Elle est rattachée au doyenné de Remiremont et au diocèse de Toul jusqu’en 1777, date de la création du diocèse de Saint-Dié.

## Politique et administration

### Découpage territorial

#### Commune et intercommunalités
Champdray fait partie de la Communauté de communes des Hautes Vosges.

### Élections municipales et communautaires

#### Liste des maires
| Période                                  | Période   | Identité                | Étiquette | Qualité                                               |
| ---------------------------------------- | --------- | ----------------------- | --------- | ----------------------------------------------------- |
| Les données manquantes sont à compléter. |           |                         |           |                                                       |
| mars 1971                                | 1981      | Irénée Viry (1939-2024) |           | Magasinier                                            |
| 1982                                     | juin 1995 | Roger Cunin (1932-2019) |           | Ouvrier de filature                                   |
| juin 1995                                | En cours  | Élisabeth Klipfel       | DVD       | Fonctionnaire, conseillère départementale depuis 2021 |

### Budget et fiscalité 2022
En 2022, le budget de la commune était constitué ainsi :
- total des produits de fonctionnement : 226 000 €, soit 1 196 € par habitant ;
- total des charges de fonctionnement : 155 000 €, soit 821 € par habitant ;
- total des ressources d'investissement : 122 000 €, soit 646 € par habitant ;
- total des emplois d'investissement : 114 000 €, soit 605 € par habitant ;
- endettement : 0 €, soit 1 € par habitant.

Avec les taux de fiscalité suivants :
- taxe d'habitation : 15,48 % ;
- taxe foncière sur les propriétés bâties : 36,05 % ;
- taxe foncière sur les propriétés non bâties : 17,85 % ;
- taxe additionnelle à la taxe foncière sur les propriétés non bâties : 38,75 % ;
- cotisation foncière des entreprises : 22,52 %.

Chiffres clés Revenus et pauvreté des ménages en 2021 : médiane en 2021 du revenu disponible, par unité de consommation : 20 970 €.

## Équipements et services publics

### Enseignement
La commune ne compte plus d'écoles primaires depuis 2001. Cependant, une navette a été mise en place afin de conduire les enfants à l'école maternelle et primaire de Granges-Aumontzey.
Des cars scolaires sont également présents à destination des collégiens et lycéens en direction de Bruyères.

### Santé
Professionnels et établissements de santé :
- Médecins à Granges-sur-Vologne, Laveline-devant-Bruyères, Le Tholy ;
- Pharmacies à Granges-sur-Vologne, Le Tholy, Bruyères ;
- Centre hospitalier de Remiremont ;
- Centre hospitalier de Gérardmer d'une capacité de 231 lits et places[32].

## Population et société

### Démographie

#### Évolution démographique
L'évolution du nombre d'habitants est connue à travers les recensements de la population effectués dans la commune depuis 1793. Pour les communes de moins de 10 000 habitants, une enquête de recensement portant sur toute la population est réalisée tous les cinq ans, les populations de référence des années intermédiaires étant quant à elles estimées par interpolation ou extrapolation. Pour la commune, le premier recensement exhaustif entrant dans le cadre du nouveau dispositif a été réalisé en 2005.

En 2022, la commune comptait 192 habitants, en évolution de +7,26 % par rapport à 2016 (Vosges : −2,96 %, France hors Mayotte : +2,11 %).
| 1793 | 1800 | 1806 | 1821 | 1831  | 1836 | 1841 | 1846 | 1856 |
| ---- | ---- | ---- | ---- | ----- | ---- | ---- | ---- | ---- |
| 773  | 633  | 823  | 893  | 1 093 | 800  | 800  | 826  | 762  |

| 1861 | 1866 | 1876 | 1881 | 1886 | 1891 | 1896 | 1901 | 1906 |
| ---- | ---- | ---- | ---- | ---- | ---- | ---- | ---- | ---- |
| 712  | 768  | 691  | 625  | 564  | 511  | 433  | 447  | 440  |

| 1911 | 1921 | 1926 | 1931 | 1936 | 1946 | 1954 | 1962 | 1968 |
| ---- | ---- | ---- | ---- | ---- | ---- | ---- | ---- | ---- |
| 415  | 386  | 364  | 353  | 339  | 285  | 267  | 253  | 196  |

| 1975 | 1982 | 1990 | 1999 | 2005 | 2006 | 2010 | 2015 | 2020 |
| ---- | ---- | ---- | ---- | ---- | ---- | ---- | ---- | ---- |
| 151  | 159  | 160  | 184  | 165  | 163  | 158  | 178  | 191  |

| 2022 | - | - | - | - | - | - | - | - |
| ---- | - | - | - | - | - | - | - | - |
| 192  | - | - | - | - | - | - | - | - |

### Cultes
- Culte catholique, paroisse Notre-Dame-de-la-Corbeline[37], Diocèse de Saint-Dié.

## Économie

### Entreprises et commerces

#### Agriculture
- Agriculteur-éleveur[38].

#### Tourisme
- Hébergements[39] :
  - Gîtes ruraux, chalet<
  - Hébergements insolites Nids des Vosges.
  - Chambres d'hôtes

#### Commerces
- Commerces de proximité[40].

## Culture locale et patrimoine

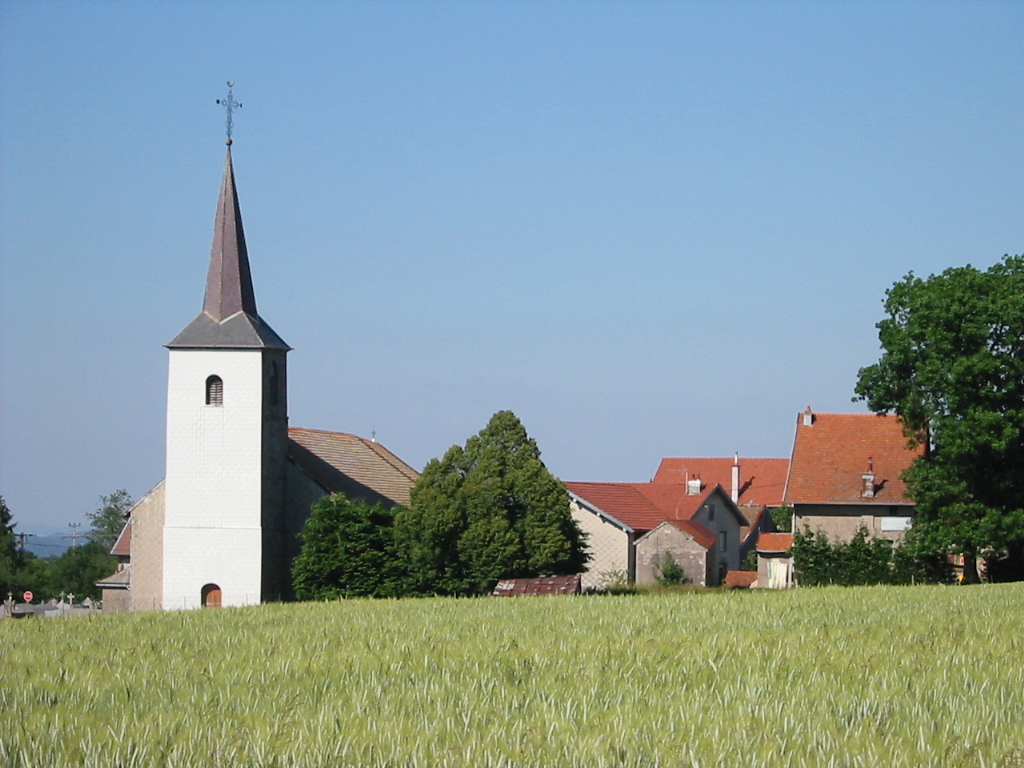
Église de la Nativité-de-Notre-Dame.

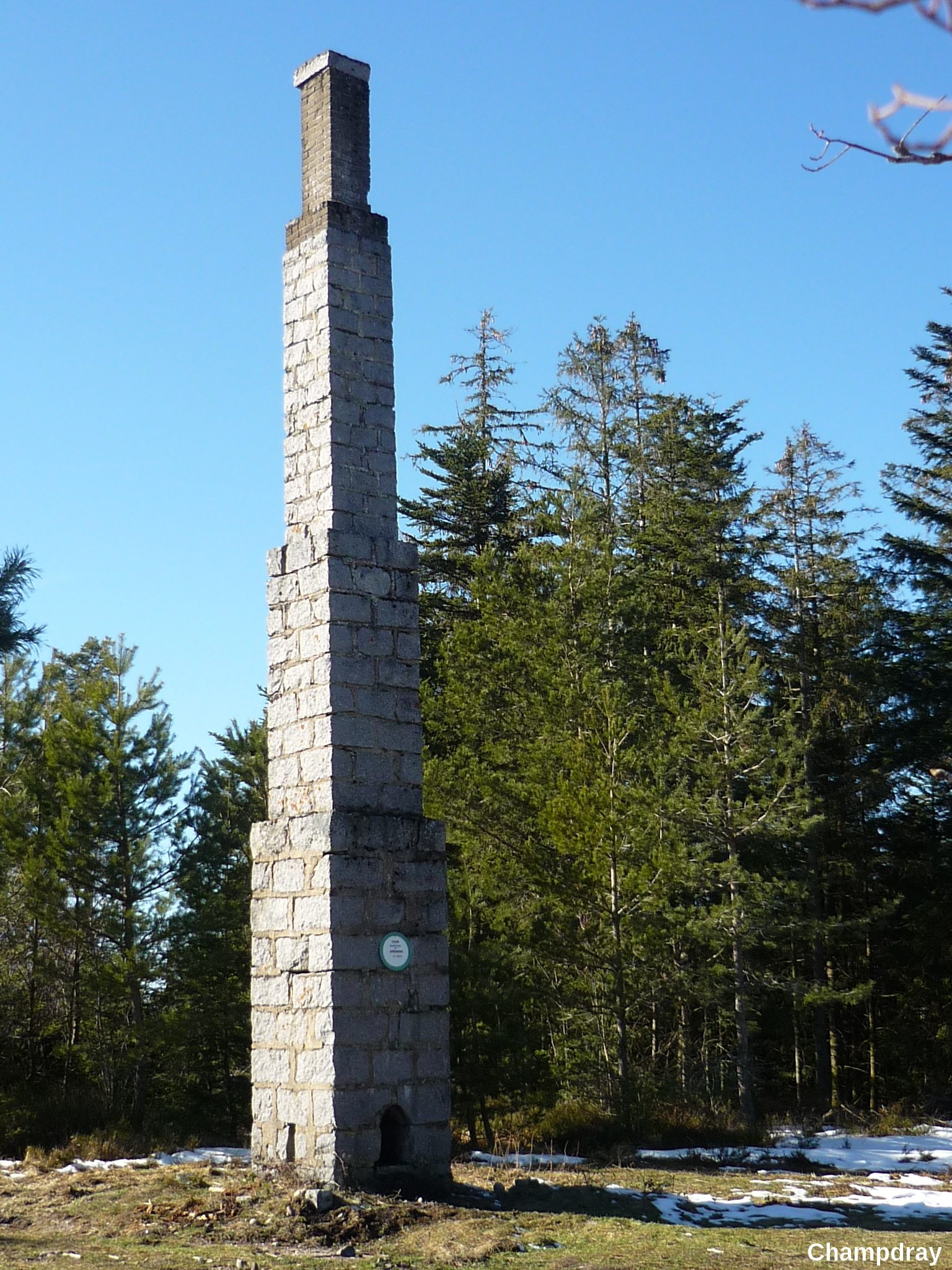
Cheminée géodésique Spiémond.

### Lieux et monuments
- Église Saint-Marc : 
  - sa cloche de 1746[41],
  - groupe sculpté la Nativité de la Vierge[42],
  - statuettes de confrérie[43],
  - et son orgue de 1829[44].
- Monument aux morts dans le cimetière[45] : Conflits commémorés : Guerre franco-allemande de 1914-1918 - 1939-1945[46].
- La fontaine de St Marc, près du cimetière, avait la réputation de venir en aide aux aveugles[47].
- Maisons et fermes XVIIIe et XIXe siècles[48].
- Cheminée géodésique Spiémond.

### Personnalités liées à la commune
- Le général Albert Cambriels qui avait établi son quartier général à Champdray (Septembre-Octobre 1870)[49].
- Jean-Joseph Michel, Originaire de Champdray, Curé du Ménil (1864-1884)[50].